# 7381 Mamontov
A 7381 Mamontov (ideiglenes jelöléssel 1981 RG5) a Naprendszer kisbolygóövében található aszteroida. Ljudmilla Vasziljevna Zsuravljova fedezte fel 1981. szeptember 8-án.